# السحاقة (قرية)
السحاقة هي إحدى القرى المحتلة والمدمرة التابعة لمركز مسعدة التابع لمحافظة القنيطرة في هضبة الجولان بجنوب غرب سوريا.